# 南开大学交通经济研究所
南开大学交通经济研究所，简称南开大学交通所，1987年5月正式成立，位于南开大学八里台校区，是专注研究交通经济学理论与政策的研究机构，前身是1985年在南开大学经济研究所创办的运输经济专业。